# Pimprana atkinsoni
Pimprana atkinsoni är en fjärilsart som beskrevs av Moore 1879. Pimprana atkinsoni ingår i släktet Pimprana och familjen nattflyn. Inga underarter finns listade i Catalogue of Life.